# 213 км (зупинний пункт)
213 кіломе́тр — пасажирська залізнична платформа Запорізької дирекції Придніпровської залізниці на лінії Запоріжжя II — Пологи між зупинним пунктом 211 км (2 км) та станцією Фісаки (8 км).
Розташована у селі Оленівка Оріхівського району Запорізької області.

## Пасажирське сполучення
На зупинному пункті зупиняються потяги приміського сполучення:
- Запоріжжя — Пологи — Бердянськ;
- Бердянськ — Пологи — Запоріжжя.